# Kara Lord
Kara Lord (Georgetown, 1988) è una modella guyanese, incoronata Miss Universo Guyana 2011 il 10 luglio 2011 presso il Princess Hotel, a Providence, East Bank Demerara. La modella si è inaspettatamente piazzata davanti a Seromanie Choomanlall e Judith Sullivan, rispettivamente seconda e terza classificata e favorite al titolo. Kara Lord possiede una laurea in psicologia presso l'Università delle Indie Occidentali.
In quanto detentrice del titolo nazionale, Kara Lord, che è alta un metro e settantatré, è la rappresentante ufficiale della Guyana per Miss Universo 2011, che si è tenuto a São Paulo, Brasile il 12 settembre 2011.